# Daldorf
Daldorf est une commune allemande du Schleswig-Holstein, située dans l'arrondissement de Segeberg (Kreis Segeberg), à dix kilomètres au nord de la ville de Bad Segeberg. Daldorf est l'une des six communes de l'Amt Boostedt-Rickling dont le siège est à Boostedt.